# Węgrzynowice (gromada)
Węgrzynowice – dawna gromada, czyli najmniejsza jednostka podziału terytorialnego Polskiej Rzeczypospolitej Ludowej w latach 1954–1972.
Gromady, z gromadzkimi radami narodowymi (GRN) jako organami władzy najniższego stopnia na wsi, funkcjonowały od reformy reorganizującej administrację wiejską przeprowadzonej jesienią 1954 do momentu ich zniesienia z dniem 1 stycznia 1973, tym samym wypierając organizację gminną w latach 1954–1972.
Gromadę Węgrzynowice siedzibą GRN w Węgrzynowicach utworzono – jako jedną z 8759 gromad na obszarze Polski – w powiecie rawskim w woj. łódzkim, na mocy uchwały nr 37/54 WRN w Łodzi z dnia 4 października 1954. W skład jednostki weszły obszary dotychczasowych gromad Modrzewek, Węgrzynowice-Modrzewie, Zalesie, Ignatów (z wyłączeniem uroczyska Kontrewers) i Węgrzynowice (z wyłączeniem uroczyska Węgrzynowice) ze zniesionej gminy Budziszewice oraz obszary dotychczasowych gromad Świniokierz i Świniokierz Nowy (z wyłączeniem kolonii Zygmuntów) ze zniesionej gminy Żelechlinek w tymże powiecie. Dla gromady ustalono 13 członków gromadzkiej rady narodowej.
29 lutego 1956 z gromady Węgrzynowice wyłączono kolonię Zygmuntów włączając ją do gromady Żelechlinek w tymże powiecie.
Gromadę zniesiono 31 grudnia 1959, a jej obszar włączono do gromad Budziszewice (wieś, parcelę i osadę młyńską Węgrzynowice, kolonię Węgrzynowice-Modrzewie, wieś Modrzewek, wieś Zalesie, wieś Ignatów i wieś Świniokierz Włościański) i Żelechlinek (kolonię Świniokierz).